# 布萊克霍克 (密西西比州)
布萊克霍克（英語：Black Hawk）是位於美國密西西比州卡羅爾縣的非建制地區。

## 歷史
布萊克霍克的郵局於1837年設立，其後於1973年停運。布萊克霍克曾擁有一間學院、一家麵粉廠、兩座教堂、一家馬車店。

## 地理
布萊克霍克所處的海拔為高於海平面92米（即302英呎），而該地所採用的時區為UTC-6，即北美中部時區（CST）。同時該地設有夏令時間，為UTC-6調快一小時，即UTC-5（CDT）。